# 何東樓

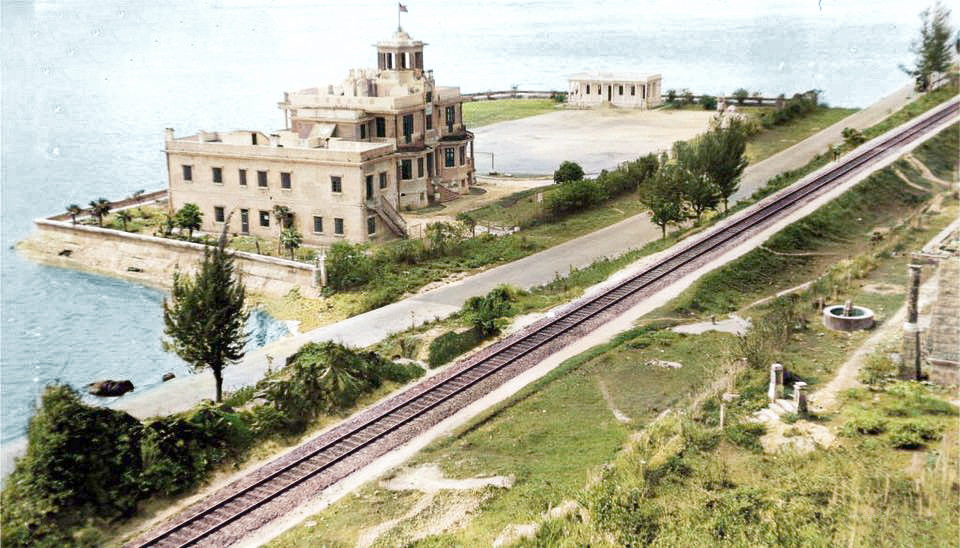
何東樓大宅之照片，左邊為沙田海，右邊為九廣鐵路路軌

何東樓（英語：Ho Tung Lau，又稱八角樓），是香港昔日位於新界沙田火炭的一座著名建築。

## 歷史
何東樓用地前身為一位於九廣鐵路路軌旁的小礁石，經於1920年代初期的小型填海工程後，該礁石與陸地連陸。其後，何東樓大宅於1923年建成，為香港望族何東的過繼長子何世榮所興建及擁有業權的別墅，又稱為「海天漁廬」（英語：Windermere，英文名稱取自英國英格蘭的溫德米爾湖）。何東樓為一典型英式殖民地風格建築，包括大宅建有拱型遊廊、樓頂設有一八角形小亭，以及二樓的房間有露台。而別墅後面則設有一棟宿舍，大宅前為一平地及草坪，草坪另一邊有一間小屋。
自大宅建成後，何世榮一家每逢夏季皆會到大宅度假約一個月，亦常與其餘時節的周末到訪別墅小憩。何東夫人麥秀英曾到訪別墅數次，但何東則從未踏足別墅。何東樓建成後，該處漸有其他人遷往居住，建立了何東樓村。因此，自1940年代起，何東樓一名漸由該別墅建築擴大至別墅附近的整個地段，成為地區的名稱，範圍約為現今落路下至沙田馬場一帶。
1966年，香港政府收回大宅北方的一片土地（位於現時駿景園處），改為興建九鐵車廠及員工宿舍。工程於1968年完成，其後一直成為鐵路車廠，現為港鐵東鐵綫的何東樓車廠。隨著沙田海的填海工程於1970年代起開展，何東樓大宅已不再位於海旁，成為內陸的一部分。至1975年後，何東樓車廠向南擴展，何東樓大宅不久拆卸，改建為車廠及上蓋物業銀禧花園。大宅的位置為現時的銀禧花園2至6座的範圍。